# Campbellsburg (Indiana)
Campbellsburg – miasto w Stanach Zjednoczonych, w stanie Indiana, w hrabstwie Washington.